# Ngân hàng thương mại cổ phần Quân đội
Ngân hàng Thương mại Cổ phần Quân đội (tên giao dịch tiếng Anh là Military Commercial Joint Stock Bank), gọi tắt là Ngân hàng Quân đội, viết tắt là MB, là một ngân hàng thương mại cổ phần của Việt Nam, một doanh nghiệp trực thuộc Bộ Quốc phòng. Thời điểm năm 2018, vốn điều lệ của ngân hàng là 21.605 nghìn tỷ đồng, tổng tài sản của ngân hàng năm 2018 là 362.325 nghìn tỷ đồng. Các cổ đông chính của Ngân hàng Quân đội là Viettel, Tổng công ty Đầu tư và Kinh doanh Vốn Nhà nước, Tổng Công ty Trực thăng Việt Nam và Tổng Công ty Tân Cảng Sài Gòn. Ngoài dịch vụ ngân hàng, Ngân hàng Quân đội còn tham gia vào các dịch vụ môi giới chứng khoán, quản lý quỹ, kinh doanh địa ốc, bảo hiểm, quản lý nợ và khai thác tài sản bằng cách nắm cổ phần chi phối của một số doanh nghiệp trong lĩnh vực này. Hiện nay, Ngân hàng Quân đội đã có mạng lưới khắp cả nước với trên 100 chi nhánh và trên 190 điểm giao dịch trải dài khắp 48 tỉnh thành phố. Ngân hàng còn có văn phòng đại diện tại Liên bang Nga, chi nhánh tại Lào và Campuchia.

## Lịch sử

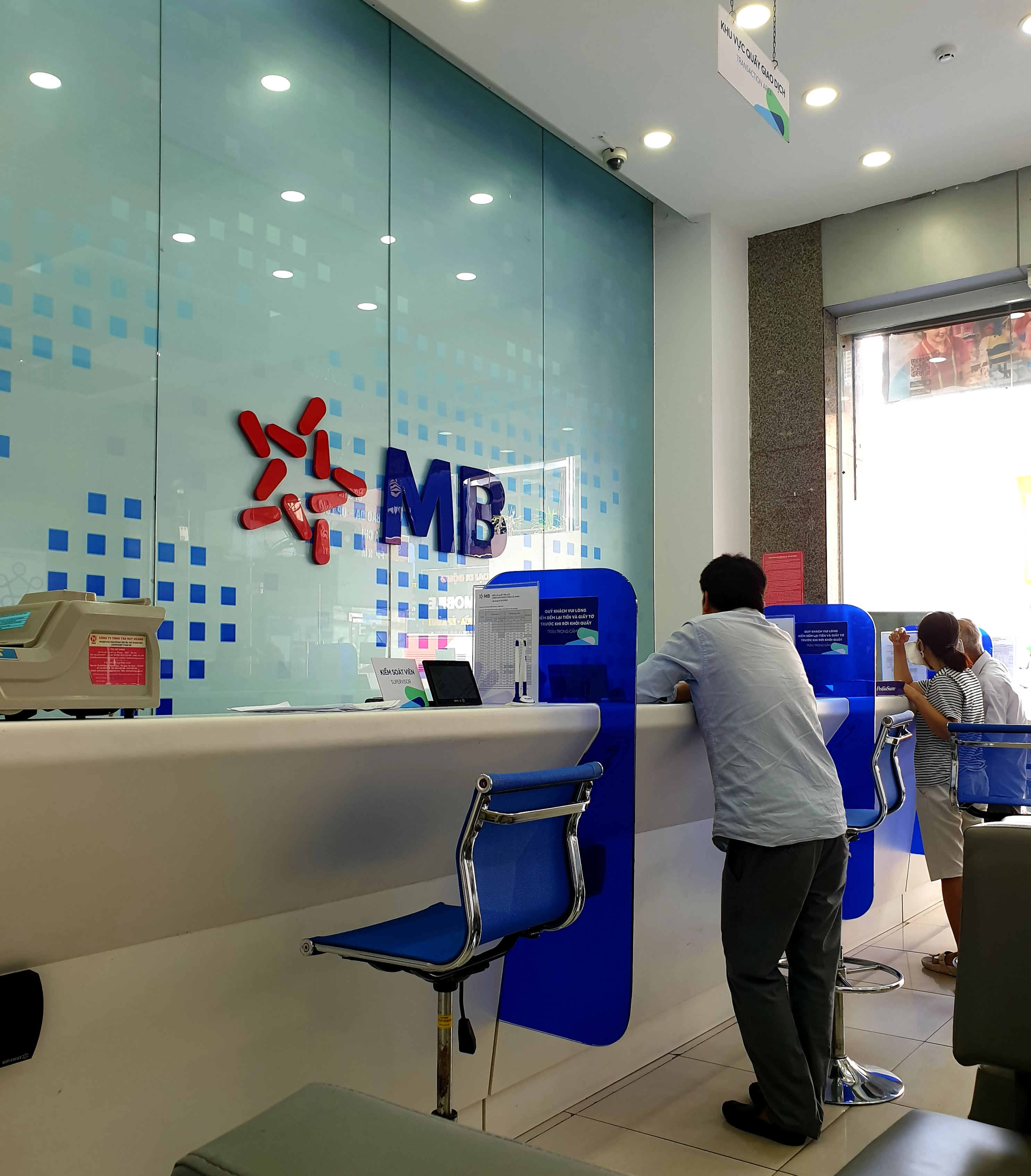
Một chi nhánh của MBBank tại Tân Phú

Vào ngày 04 tháng 11 năm 1994, Ngân hàng TMCP Quân Đội (MB) chính thức khai trương với 25 cán bộ nhân viên và vốn điều lệ ban đầu là 500 tỷ đồng. Năm 2000, MB thành lập Công ty TNHH Chứng khoán Thăng Long (nay là Công ty CP Chứng khoán Ngân hàng TMCP Quân Đội MBS) và Công ty Quản lý nợ và Khai thác tài sản Ngân hàng TMCP Quân Đội (MBAMC). Năm 2003, MB triển khai cải tổ toàn diện về hệ thống và nhân lực, trong khi năm 2004, trở thành ngân hàng đầu tiên phát hành cổ phần thông qua đấu giá ra công chúng với tổng mệnh giá là 20 tỷ đồng.
MB tiếp tục đạt những bước phát triển quan trọng như ký kết thỏa thuận ba bên với Vietcombank và tập đoàn viễn thông quân đội Viettel về việc thanh toán cước viễn thông của Viettel, đạt thỏa thuận hợp tác với Citibank, thành lập công ty quản lý quỹ Đầu tư chứng khoán Hà Nội HFM (nay là Công ty CP Quản lý quỹ Đầu tư Ngân hàng Quân Đội MB Capital), triển khai thành công dự án hiện đại hóa công nghệ thông tin CoreT24 của tập đoàn Temenos (Thụy Sĩ).
Năm 2008, MB tái cơ cấu tổ chức và tập đoàn viễn thông quân đội Viettel chính thức trở thành cổ đông chiến lược. Năm 2009, MB ra mắt Trung tâm Dịch vụ Khách hàng 247 và khai trương chi nhánh đầu tiên tại nước ngoài tại Lào năm 2010.
MB thực hiện thành công việc niêm yết cổ phiếu trên sở giao dịch chứng khoán TP Hồ Chí Minh (HSX) từ ngày 01 tháng 11 năm 2011, khai trương chi nhánh thứ hai tại nước ngoài tại Campuchia trong cùng năm. Năm 2019, MB nâng cấp thành công hệ thống CoreT24 từ R5 lên R10 và ra mắt logo và bộ nhận diện thương hiệu mới.
MB được vinh danh là "Ngân hàng Tiêu biểu Việt Nam" năm 2020 và nhận giải thưởng "Nơi làm việc tốt nhất Châu Á" vào năm 2021.

## Khen thưởng
- Giải thưởng của Asian Banker (2019)[9][10]
- Top 5 Ngân hàng thương mại Việt Nam uy tín (2019)[9][11]
- Một trong 4 ngân hàng đạt thương hiệu quốc gia (2018)[9][12]
- Danh hiệu Anh hùng Lao động (2015)[9][13]
- Huân chương Lao động hạng Nhất (2014)[9]
- Huân chương Lao động hạng Ba (2009)
- Giải thưởng Ngân hàng Nội địa tốt nhất Việt Nam (2013)[9]
- Giải thưởng Ngân hàng mạnh nhất Việt Nam (2014) của Asian Banker[9]
- Giải Vàng Chất lượng Quốc gia (2013)[9]
- Danh hiệu World Class (2014) của Tổ chức Chất lượng châu Á

## Bê bối
Ngày 08 tháng 1 năm 2020, một số khách hàng cá nhân sử dụng thẻ rút tiền hoặc thanh toán, chi tiêu vượt quá số dư, hạn mức thẻ của Ngân hàng Quân Đội cấp cho khách hàng. Sự việc đã gây thất thoát cho ngân hàng hàng trăm tỉ đồng

## Công ty thành viên
Các công ty có trên 50% cổ phần do MB nắm giữ như sau:
- Công ty Cổ phần Chứng khoán MB (MBS)
- Công ty Cổ phần Quản lý Quỹ Đầu tư MBCapital
- Công ty Quản lý Tài sản Ngân hàng Quân đội (MBAMC)
- Tổng Công ty Cổ phần Bảo hiểm Quân đội (MIC)
- Công ty Tài chính TNHH MB SHINSEI (MCredit): Vốn điều lệ 800 tỷ đồng, MB sở hữu 50%.
- Công ty TNHH Bảo hiểm Nhân thọ MB Ageas (MBAL)

## Mạng lưới ATM - POS MB
Hiện MB có 480 máy ATM, 2500 máy POS đặt tại các tỉnh, thành phố trong cả nước.